# گئورگ فیلیپ تیلمان
گئورگ فیلیپ تیلِمان (به آلمانی: Georg Philipp Telemann) (زادهٔ ۱۴ مارس ۱۶۸۱ - درگذشتهٔ ۲۵ ژوئن ۱۷۶۷) آهنگساز آلمانی باروک و نوازندهٔ چندین ساز مختلف بود.

## زندگی
تلِمان که یک موسیقی‌دان خودآموخته به‌شمار می‌آمد، بر خلاف میل خانواده‌اش به حرفهٔ آهنگسازی روی آورد. او پس از آن‌که تحصیلات مقدماتی‌اش را در ماگدبورگ، کلاوستال-زلرفلد و هیلدسهایم به پایان رساند وارد دانشگاه لایپزیگ شد تا حقوقدان شود اما در نهایت به موسیقی روی آورد. تلمان پیش از آن‌که در سال ۱۷۲۱ در هامبورگ اقامت گزیند و مسئول موسیقی ۵ کلیسای اصلی آن شهر شود مشاغل مهم دیگری در لایپزیگ، آیزناخ و فرانکفورت داشت.
زندگی شخصی تلمان برخلاف زندگی حرفه‌ای‌اش دستخوش ناآرامی و ناکامی بود. اولین همسر او تنها چند ماه پس از ازدواج‌شان درگذشت. همسر دوم تیلمان نیز روابطی خارج از چارچوب زندگی زناشوئی داشت و زمانی که او را ترک کرد بدهی بزرگی که در قمار بالا آورده بود را برای تلمان به جا گذاشت.
تلمان یکی از پرکارترین آهنگسازان تاریخ به‌شمار می‌آید (حداقل بر مبنای تعداد آثاری که در زمان حال از او در دسترس است می‌توان این‌طور برداشت کرد) و از نظر هم‌عصرانش نیز یکی از آهنگسازان پیشرو آن دوره محسوب می‌شده‌است. از این لحاظ او با یوهان سباستیان باخ که دوست صمیمی‌اش بود و جرج فردریک هندل که با هم آشنا بودند مقایسه می‌شود. تلمان پدرخواندهٔ کارل فیلیپ امانوئل باخ پسر یوهان سباستیان باخ بوده‌است و باخ نام فیلیپ را از روی نام تلمان برای فرزندش انتخاب کرده بود.